# IAMDDB
Diana De Brito, (n. 5 martie 1996, Lisabona, Portugalia) cunoscută sub numele ei de scenă IAMDDB, este o rapperiță și o cântăreață britanică din Manchester, Regatul Unit. IAMDDB a lansat trei EP-uri începând cu 2019 și a fost listată pe locul trei pe BBC Sound din 2018.
A lansat Hoodrich, Vol. 3 mixtape în 2017 și Flightmode, Vol. 4 în 2018.
De Brito s-a născut în Lisabona, Portugalia și s-a mutat la Manchester, Regatul Unit, la vârsta de cinci sau șase ani. Tatăl ei era angolez cu ascendență portugheză, mama ei este saudită. Ambii părinți au fost muzicieni.

## Viață și carieră
Fiica unui cunoscut muzician angolez, De Brito s-a mutat de la Lisabona, Portugalia, la Manchester, în copilărie. Alături de Aitch, ea este una dintre cele mai tari exporturi ale orașului său, după ce a explodat în circuitul muzical din Marea Britanie în 2015 cu single-ul său „Leaned Out”. De atunci, De Brito a acumulat zeci de milioane de vizualizări pe fiecare dintre videoclipurile sale de pe YouTube (verificați „Shade”, în prezent are 30 de milioane), a fost plasată pe locul trei pe lista Sound Of 2018 a BBC și a susținut-o recent pe Lauryn Hill și rapper-ul american megastar Bryson Tiller în turnee de pe arenă, toate fără a semna la o marcă sau a lansa un album de debut. Este, de asemenea, o iubitoare de modă de bună-credință, după ce a jucat în campanii pentru Browns, Moncler, Tommy Hilfiger și Levi’s. 

## Discografie

### EP-uri
- Waeveybby, vol. 1 (2016)
- Vibe, volume 2. (2017)

### Mixtape
- Hoodrich, vol. 3 (2017)
- Flightmode, Vol. 4 (2018)
- Swervvvvv.5 (2019)

Singles
- - "JAZB (Flying Lotus)" (2016)
  - "Selfless" (2016)
  - "Leaned Out"  (2016)
  - "Shade" (2017)
  - "Drippy" (2018)
  - "Wokeuptoflexxx (WUTF)" (2019)
  - "Night Kapp" (2019)
  - "Famous" (2019)
  - "Kare Package" (2019)
  - "God's Work" (featuring iLL BLU) (2020)
  - "Quarantine" (2020)
  - "End of the World" (2020)

### Colaborări
- Earth Tones EP de Lenzman (2017)
- We Could EP de Graeme S (2017)
  - „You Don't Know Me”
  - „Taking My Time [Explicit]”
- Jagged Tooth Crook EP de The Mouse Outfit (2018)
- "Mira Mira" (din Europa EP) de Diplo (2019)

## Linkuri externe
- IAMDDB on Bandcamp